# Dog (phim 2022)
Dog là một bộ phim chính kịch hài hước của Mỹ năm 2022 do Channing Tatum và Reid Carolin đạo diễn, dựa trên một câu chuyện của Carolin và Brett Rodriguez. Phim có sự tham gia của Tatum trong vai một Biệt động, người được giao nhiệm vụ hộ tống chú chó nghiệp vụ của người bạn đã khuất của mình đến đám tang của anh ấy. Phim còn có sự tham gia của Jane Adams, Kevin Nash, Q'orianka Kilcher, Ethan Suplee, Emmy Raver-Lampman và Nicole LaLiberte trong các vai phụ. Phim do Free Association sản xuất với kinh phí 15 triệu đô.
Phim được phát hành tại Mỹ vào ngày 18 tháng 2 năm 2022, bởi United Artists Releasing. Bộ phim nhìn chung nhận được đánh giá tích cực từ các nhà phê bình, khen ngợi hướng đi và diễn xuất của Tatum. Bộ phim cũng là một thành công phòng vé, thu về 85 triệu đô.

## Diễn viên
- Channing Tatum vai Jackson Briggs
- Jane Adams vai Tamara
- Kevin Nash vai Gus
- Q'orianka Kilcher vai Niki
- Ethan Suplee vai Noah
- Emmy Raver-Lampman vai Bella
- Nicole LaLiberte vai Zoe
- Luke Forbes vai Captain Jones
- Ronnie Gene Blevins vai Keith
- Aqueela Zoll vai Callan
- Junes Zahdi vai Dr. Al-Farid
- Amanda Booth vai Tiffany
- Cayden Boyd vai Corporal Levitz

Eric Urbiztondo xuất hiện với vai Riley Rodriguez trong các bức ảnh. Lulu được đóng bỏi bởi ba chú chó chăn cừu Bỉ giống hệt nhau tên là Britta, Zuza và Lana 5, trong đó Nuke được đóng bỏi bởi một chú chó chăn cừu Bỉ tên là Sam. Diễn viên hài Bill Burr xuất hiện với tư cách khách mời không được công nhận với tư cách là sĩ quan cảnh sát San Francisco.

## Phát hành

### Chiếu rạp
Bộ phim ban đầu được dự kiến phát hành tại Mỹ vào ngày 12 tháng 2 năm 2021, bởi Metro-Goldwyn-Mayer, nhưng đã bị lùi lại đến tháng 7, do đại dịch COVID-19. Ngày này sau đó được tiết lộ là ngày 16 tháng 7. Sau đó, nó lại bị đẩy lùi đến ngày 18 tháng 2 năm 2022.

### Quảng cáo
Theo iSpot, United Artists Releasing đã chi 16,3 triệu đô cho các quảng cáo truyền hình để tạo ra 1,17 tỷ lượt hiển thị. Bộ phim được quảng cáo đặc biệt trên Fox News, CBS, TLC, NBC và ABC trong các chương trình bao gồm Thế vận hội mùa đông, NFL, các chương trình phát lại của Những người bạn và Hannity. Theo công ty truyền thông xã hội RelishMix, nhận thức về bộ phim đã đạt 81,9 triệu trên Facebook, Twitter, YouTube và Instagram trước khi công chiếu. 45,6 triệu người theo dõi của Tatum trên mạng xã hội được đánh giá là một yếu tố quan trọng trong thành tích phòng vé của bộ phim.

### Ấn phẩm tại nhà
Bộ phim được phát hành kỹ thuật số vào ngày 11 tháng 3 năm 2022, sau đó là bản phát hành Blu-ray và DVD vào ngày 10 tháng 5 năm 2022 bởi  Warner Bros. Home Entertainment. Phim được phát hành trên Amazon Prime Video vào ngày 16 tháng 9 năm 2022, 210 ngày sau khi ra rạp.

## Đánh giá

### Phòng vé
Dog đã thu về 61,8 triệu đô ở Mỹ và Canada, và 23,2 triệu đô ở các vùng lãnh thổ khác, với tổng số 85 triệu đô trên toàn cầu.